# Victor Nicod
Pour les articles homonymes, voir Nicod (homonymie).
Victor Nicod, né le 11 avril 1851 à Granges-près-Marnand et mort le 6 octobre 1918 à Lausanne, est une personnalité politique suisse, membre du Parti libéral.

## Biographie
De confession protestante, originaire de Granges-près-Marnand, Victor Nicod est le fils de Louis Nicod et de Marianne Henriette Tenthorey. Il épouse Eugénie Bœuf. Après des études de droit à l'académie de Lausanne, il fait un stage dans l'étude des avocats Rambert, Renevier et Pellis à Lausanne entre 1869 et 1872. Il poursuit par un apprentissage de banque et un stage chez un notaire à Yverdon entre 1874 et 1875. Il obtient son brevet de notaire en 1876 et officie comme greffier de justice de paix entre 1876 et 1901 ainsi que comme juge suppléant au tribunal cantonal dès 1911. Il est membre du conseil de paroisse de l'Église nationale dès 1890 et du conseil d'arrondissement ecclésiastique.

### Carrière politique
Membre du Parti libéral, Victor Nicod est président du Conseil communal (législatif) de Granges-près-Marnand avant d'en devenir le boursier en 1887 puis le syndic en 1890. Député au Grand Conseil vaudois dès 1901, il en devient le président en 1913. Il est élu conseiller d'État le 24 mars 1917. Son parti obtient ainsi pour la première fois un deuxième siège dans l'exécutif cantonal. Victor Nicod y est responsable du département militaire et des assurances jusqu'en 1918,.